# Wzgórza Kiełczyńskie
Wzgórza Kiełczyńskie este o arie protejată (sit de importanță comunitară — SCI) din Polonia întinsă pe o suprafață de 403,64 ha, integral pe uscat.

## Localizare
Centrul sitului Wzgórza Kiełczyńskie este situat la coordonatele 50°49′06″N 16°37′48″E / 50.8184°N 16.6301°E.

## Înființare
Situl Wzgórza Kiełczyńskie a fost declarat sit de importanță comunitară în septembrie 2006 pentru a proteja 1 specie de plante și 1 specie de animale.

## Biodiversitate
Situată în ecoregiunea continentală, aria protejată conține 6 habitate naturale: Pajiști uscate seminaturale și facies de acoperire cu tufișuri pe substraturi calcaroase (Festuco-Brometalia) (* situri importante pentru orhidee), Fânețe de joasă altitudine (Alopecurus pratensis, Sanguisorba officinalis), Grohotișuri silicioase medio-europene, la altitudine înaltă, Pante stâncoase silicioase cu vegetație casmofită, Păduri de stejar și carpen Galio-Carpinetum, Păduri stepice euro-siberiene cu Quercus spp..
La baza desemnării sitului se află mai multe specii protejate:
- plante (1): Asplenium adulterinum
- mamifere (1): liliac comun (Myotis myotis)

Pe lângă speciile protejate, pe teritoriul sitului au mai fost identificate 2 specii de mamifere.